# Olhar (álbum)
Olhar é o álbum de estreia do grupo de pop-rock brasileiro Metrô, lançado em abril de 1985 pela Epic Records.
Olhar obteve grande sucesso comercial no Brasil. O disco foi lançado logo após o compacto de "Beat Acelerado", que foi incluída em versão bossa nova no álbum de estúdio.
Outros sucessos do LP foram "Sândalo de Dândi", "Tudo Pode Mudar", "Ti Ti Ti" e "Olhar". O LP possui duas versões, com e sem a faixa Ti-Ti-Ti, que foi gravada para a abertura da novela homônima da Rede Globo, e incluída numa segunda prensagem do álbum. Em 1986, a música "Johnny Love" entrou na trilha sonora do filme nacional Rock Estrela.
Em 2016 o álbum foi relançado com faixas bônus e um CD adicional incluindo demos e versões ao vivo de algumas canções.

## Recepção da crítica
Edgar Augusto, do Diário do Pará, fez uma crítica negativa, afirmando que "suas harmonias se limitam ao trivial, e as criações jamais passam do limite da simples cópia de modelitos importados."

## Faixas
| N.º | Título                       | Compositor(es)                    | Duração |  |
| 1.  | "Olhar"                      | Vincente França/Yann              | 4:16    |  |
| 2.  | "Cenas Obscenas"             | Léo Jaime/Leoni/Metrô             | 4:22    |  |
| 3.  | "Johnny Love"                | Alec/Yann/Joe                     | 4:51    |  |
| 4.  | "Sândalo de Dândi"           | Tavinho Paes                      | 3:53    |  |
| 5.  | "Melodix"                    | Metrô                             | 2:15    |  |
| 6.  | "Beat Acelerado" (Versão II) | Alec/Vicente/Yann                 | 1:12    |  |
| 7.  | "Tudo Pode Mudar"            | Joe/Ronaldo Santhos               | 3:34    |  |
| 8.  | "Hawaii-Bombay"              | Fernando Naporano/José María Cano | 3:58    |  |
| 9.  | "Solução"                    | Wagner/Metrô                      | 2:54    |  |
| 10. | "Stabilo"                    | Angelo Palumbo                    | 3:20    |  |
| 11. | "Que Loucura!"               | Yann                              | 3:21    |  |
| 12. | "Ti Ti Ti"                   | Roberto de Carvalho/Rita Lee      | 2:58    |  |

## Tabelas

### Tabela mensal
| Tabela musical (1985) | Melhor posição |
| --------------------- | -------------- |
| Brasil (Bizz)         | 6              |

## Créditos
Metrô
- Virginie Boutaud - Voz
- Alec Haiat - Guitarras e Vocais
- Danny Roland - Bateria, LinnDrum, SPD e percussão eletrônica
- Xavier Leblanc - Baixo e Synthbass
- Yann Laouenan - Teclados e Vocais

Produção
- Luiz Carlos Maluly